# Playa de Gorliz
La playa de Gorliz, situada en el municipio vizcaíno de Górliz, País Vasco (España), es una playa con arena rodeada de un paseo marítimo. A la parte norte se la suele llamar Playa de Astondo.  Esta playa es una de las más seguras de la costa vasca, gracias a su forma de concha que la protege de las corrientes marinas. Por su amplitud y seguridad es favorita de las familias en temporada estival. 
Gorliz es el municipio Bizkaia que más horas de sol recibe, a lo que contribuye que el sol se pone directamente por el agua del mar, de modo que se puede disfrutar de los rayos de sol hasta el último momento. En la actualidad la playa se extiende hasta el pinar separados solo por un extenso paseo marítimo.
El paseo marítimo ofrece varios servicios, hay duchas y baños en tres puntos de la playa: en Astondo, frente al camino de madera y en el puesto de socorrismo a la altura de la rotonda. En este punto también encontramos Bizimeta, servicio de préstamos de bicicletas y el Punto de información Turística que se abre al público en verano, como apoyo a la Oficina de Turismo en Eloísa Artaza 1. También hay varios puntos de WiFi gratuito.
El paseo marítimo fue modificado en 2009, eliminándose gran parte de la calzada para automóviles cercana a la línea de costa, con lo que se amplió el espacio de playa y se restauró pareciéndose en la actualidad  a su estado antes de la construcción de la calzada. 
Área
- Bajamar: 98.301 m²[4][5]
- Pleamar: 78.141 m²[4][5]